# Le Désert rouge (film, 1931)
Pour les articles homonymes, voir Le Désert rouge.
Pour plus de détails, voir Fiche technique et Distribution.
Le Désert rouge (The Painted Desert) est un western américain de Howard Higgin, sorti en 1931.

## Synopsis
Deux cow-boys et amis, Jeff Cameron et Bill "Cash" Holbrook, trouvent un bébé abandonné dans un campement déserté, et l'adoptent. Mais leur amitié est mise à l'épreuve lorsqu'il s'agit de savoir qui sera le père de l'enfant.

## Fiche technique
- Titre original : The Painted Desert
- Titre français : Le Désert rouge ou Les Couleurs du désert
- Réalisateur : Howard Higgin
- Scénaristes : Tom Buckingham, Howard Higgin
- Script-boy : Colbert Clark (non crédité)
- Directeur musical : Francis Gromon
- Direction artistique : Carroll Clark
- Costumes : Gwen Wakeling
- Photographie : Edward Snyder
- Son : Homer Ackerman, Ben Winkler, Earl A. Wolcott
- Montage : Clarence Kolster
- Production : E.B. Derr (producteur délégué), C.E. Sullivan, (vice-président de Pathé Studios)
- Société de production et de distribution : Pathé Exchange
- Sociétés de distribution en France (DVD) :
  - Bach Films
  - Lobster Films
- Genre: Western
- Couleurs : Noir et blanc
- Durée : 85 minutes
- Date de sortie : 
  - USA : 7 mars 1931
  - France : 6 avril 1934

## Distribution
- Bill Boyd : William "Bill" Holbrook
- Helen Twelvetrees : Mary Ellen Cameron
- William Farnum : "Cash" Holbrook
- J. Farrell MacDonald : Jeff Cameron
- Clark Gable : Rance Brett
- Charles Sellon : Tonopah, le vieux mineur
- Hugh Adams : "Dynamite", le responsable des explosifs de la mine
- Wade Boteler : Bob Carson, conducteur du wagon de minerai
- Will Walling : Kirby, un employé de Holbrook
- Edmund Breese : le juge Matthews
- Guy Edward Hearn : Tex
- William LeMaire : Denver
- Richard Cramer : Provney, un employé de Cameron

Acteurs non crédités
- Clem Beauchamp : un mineur
- George Burton : Santa Fe
- Cy Clegg : un mineur
- Edgar Dearing : associé de Buck
- James Donlan : Steve
- Brady Kline : un mineur
- Cliff Lyons : un cavalier
- Jim Mason : un cavalier
- G. Raymond Nye
- Al St. John : Buck

## Divers
Ce film est aussi vendu en DVD avec un autre titre : Les Couleurs du désert.